# Lacey
Lacey az Amerikai Egyesült Államok északnyugati részén, Washington állam Thurston megyéjében elhelyezkedő város. A 2010. évi népszámlálási adatok alapján 42 393 lakosa van.
A város közoktatási intézményeinek fenntartója a megye legnagyobb tankerülete, a North Thurston Public Schools. Lacey-ben található a Szent Márton Egyetem székhelye.

## Történet
A települést az 1953-ban ideérkező Isaac és Catherine Woodról Woodlandnek nevezték el. 1891-ben kérvényezték egy postahivatal megnyitását, azonban Woodland néven már létezett egy helység; a névegyezőség miatt a település O. C. Lacey békebíró nevét vette fel. Lacey az 1950-es években jött létre Woodland és Chambers Prairie egyesülésével; városi rangot 1966-ban kapott.

## Éghajlat
| Hónap                         | Jan.  | Feb.  | Már.  | Ápr. | Máj. | Jún. | Júl. | Aug. | Szep. | Okt.  | Nov.  | Dec.  | Év    |
| ----------------------------- | ----- | ----- | ----- | ---- | ---- | ---- | ---- | ---- | ----- | ----- | ----- | ----- | ----- |
| Rekord max. hőmérséklet (°C)  | 17,8  | 22,8  | 26,1  | 31,1 | 35,6 | 37,8 | 40,0 | 40,0 | 36,7  | 32,2  | 22,8  | 17,8  | 40,0  |
| Átlagos max. hőmérséklet (°C) | 7,8   | 9,4   | 12,2  | 15,0 | 18,3 | 21,7 | 25,0 | 25,6 | 22,2  | 15,6  | 10,0  | 6,7   | 15,8  |
| Átlagos min. hőmérséklet (°C) | 1,1   | 0,6   | 1,7   | 3,3  | 6,1  | 8,9  | 10,6 | 10,6 | 7,8   | 5,0   | 2,2   | 0,6   | 4,9   |
| Rekord min. hőmérséklet (°C)  | −22,2 | −18,3 | −12,8 | −5,0 | −3,9 | −1,1 | 1,7  | 0,6  | −3,9  | −10,0 | −18,3 | −21,7 | −22,2 |
| Átl. csapadékmennyiség (mm)   | 199   | 138   | 134   | 90   | 59   | 45   | 16   | 24   | 43    | 117   | 219   | 189   | 1273  |
| Forrás: The Weather Channel   |       |       |       |      |      |      |      |      |       |       |       |       |       |

## Népesség
A 2010-es népszámláláskor a városnak 42 393 lakója, 16 949 háztartása és 10 869 családja volt. A népsűrűség 951,6 fő/km2. A lakóegységek száma 18 493, sűrűségük 415,1 db/km2. A lakosok 74,2%-a fehér, 5,4%-a afroamerikai, 1,2%-a indián, 8%-a ázsiai, 1,7%-a a Csendes-óceáni szigetekről származik, 2,6%-a egyéb, 7%-a pedig kettő vagy több etnikumú. A spanyol vagy latino származásúak aránya 9,2% (   )
A háztartások 33,9%-ában élt 18 évnél fiatalabb. 46,7% házas, 12,9% egyedülálló nő, 4,5% egyedülálló férfi, 35,9% pedig nem család. 28,3% egyedül élt; 11%-uk 65 éves vagy idősebb. Egy háztartásban átlagosan 2,44 személy élt; a családok átlagmérete 2,99 fő.
A medián életkor 34 év volt. A város lakóinak 24,6%-a 18 évesnél fiatalabb, 10,1% 18 és 24 év közötti, 29,5%-uk 25 és 44 év közötti, 21,8%-uk 45 és 64 év közötti, 14,1%-uk pedig 65 éves vagy idősebb. A lakosok 47,4%-a férfi, 52,6%-a pedig nő.

## Környezetvédelem
A város a felhasznált villamos energia 5%-át megújuló forrásokból szerzi be. A fenntarthatósági indítvány szerint a középületek, a parkok, a közlekedési lámpák és a közvilágítás is teljes egészében megújuló forrásokból származó energiával működnének. A városháza és a könyvtár előtt autótöltőket helyeznének el, a városi járműveket pedig bioüzemanyagokkal tankolnák. 2009-ben az alternatív energia felhasználását bemutató esemény elnyerte az állami parkszövetség által adományozott Kiválóság-díjat. Lacey 2017-ben huszonhatodik alkalommal kapta meg az Arbor Day Foundation által adományozott Tree City USA elismerést.

## Nevezetes személyek
- Brad Blackburn, harcművész[15]
- Buford O. Furrow, az 1999-ben a Los Angeles-i zsidó közösségi központban történt mészárlás elkövetője[16]
- Ed Murray, Seattle egykori polgármestere[17]
- Jerramy Stevens, amerikaifutball-játékos[18]
- Jonathan Creon Stewart, amerikaifutball-játékos[19]
- Kasey Keller, labdarúgó[20]
- Kyla Coleman, modell[21]
- Mike Sellers, amerikaifutball-játékos[22]
- Ron Holmes, amerikaifutball-játékos[23]

## Testvérváros
- Mińsk Mazowiecki, Lengyelország[24]

## Fordítás
- Ez a szócikk részben vagy egészben  a   Lacey, Washington című angol Wikipédia-szócikk ezen változatának fordításán alapul.  Az eredeti cikk szerkesztőit annak laptörténete sorolja fel. Ez a jelzés csupán a megfogalmazás eredetét és a szerzői jogokat jelzi, nem szolgál a cikkben szereplő információk forrásmegjelöléseként.